# Міжміський поїзд
Міжміський поїзд — швидкі пасажирські потяги, що сполучає міста на більші відстані, ніж приміські або регіональні поїзди.
Немає точного визначення міжміської залізниці, його значення може відрізнятися від країни до країни. У найширшому плані це може включати будь-які залізничні послуги, які не є ані приміськими поїздами короткого сполучення в межах одного району міста, ані повільними регіональними поїздами, які заходять на всі станції та охоплюють лише місцеві поїздки. Як правило, міжміський поїзд — це експрес із обмеженою кількістю зупинок і комфортабельними вагонами для обслуговування дальніх поїздок.
Міжміська залізниця іноді надає міжнародні послуги. Це найбільш поширено в Європі через близьке розташування 50 країн на території площею 10 180 000 квадратних кілометрів. Eurostar і EuroCity є прикладами цього. У багатьох європейських країнах слово «InterCity» або «Inter-City» є офіційною торговою маркою мережі регулярних поїздів відносно дальнього сполучення, які відповідають певним критеріям швидкості та комфорту. Цей термін з'явився у Сполученому Королівстві в 1960-х роках і широко наслідувався.

## Швидкість
Швидкості міжміських залізничних ліній досить різноманітні: від 50 км/год (31 миль/год) у гірській місцевості або на незабудованих коліях до 200—350 км/год (124—217 миль/год) на нещодавно побудованих або вдосконалених коліях. Як наслідок, міжміська залізниця може або не може входити до категорії високошвидкісних потягів або високошвидкісної залізниці. В ідеалі середня швидкість міжміських залізничних перевезень була б вищою за 100 км/год, щоб бути конкурентоспроможними з автомобілями, автобусами та іншими видами транспорту.

### Відстань міжміської залізниці
- 50–100 км

Відстань міжміської залізничної поїздки зазвичай становить щонайменше 50–100 км, хоча в багатьох великих мегаполісах приміські та регіональні сполучення охоплюють однакові або більші відстані. Приклади країн із відносно короткими міжміськими залізничними відстанями з моделями обслуговування, порівнянними з приміськими, включають Бельгію, Ізраїль, Нідерланди та Швейцарію.
- 100–500 км

Відстань 100—500 км є звичайною відстанню для міжміської залізниці в багатьох країнах. У багатьох випадках поїздка залізницею є найконкурентнішою за час у дорозі приблизно від двох до трьох годин. Міжміська залізниця часто може конкурувати з автомагістралями та короткомагістральними авіасполученнями за подорожі такої відстані. Більшість основних міжміських залізничних маршрутів у Європі, таких як Лондон — Бірмінгем, Париж — Ліон і Лісабон — Порту, охоплюють цей діапазон відстаней.
- 500–1,000 км

У подорожах на 500—1000 км (300—600 миль) роль міжміської залізниці часто замінюють швидшими повітряними подорожами. Розвиток високошвидкісної залізниці в деяких країнах збільшує частку залізниці для таких далеких поїздок. TGV Париж — Марсель (750 км, або 3 години) і Токіо — Аоморі Сінкансен (675 км, або 2 години 59 хвилин) є прикладами такого типу подорожей. На звичайній нешвидкісній залізниці нічні поїзди є звичайними для цієї відстані.
- 1,000 км або більше

У деяких країнах із густою мережею залізниць, великою територією або меншою кількістю повітряного та автомобільного транспорту, таких як Китай, Індія та Росія, надаються та практично використовуються нічні поїзди далекого прямування.
У багатьох інших країнах така поїздка залізницею на далекі відстані була замінена авіаперевезеннями, за винятком туристичних цілей або любителів, розкішних подорожей потягом або значної економічної вигоди. Прикладами є міжміські послуги Amtrak у Сполучених Штатах, послуги Via Rail у Канаді та Indian Pacific в Австралії.

## Міжміські поїзди за країнами

### Африка

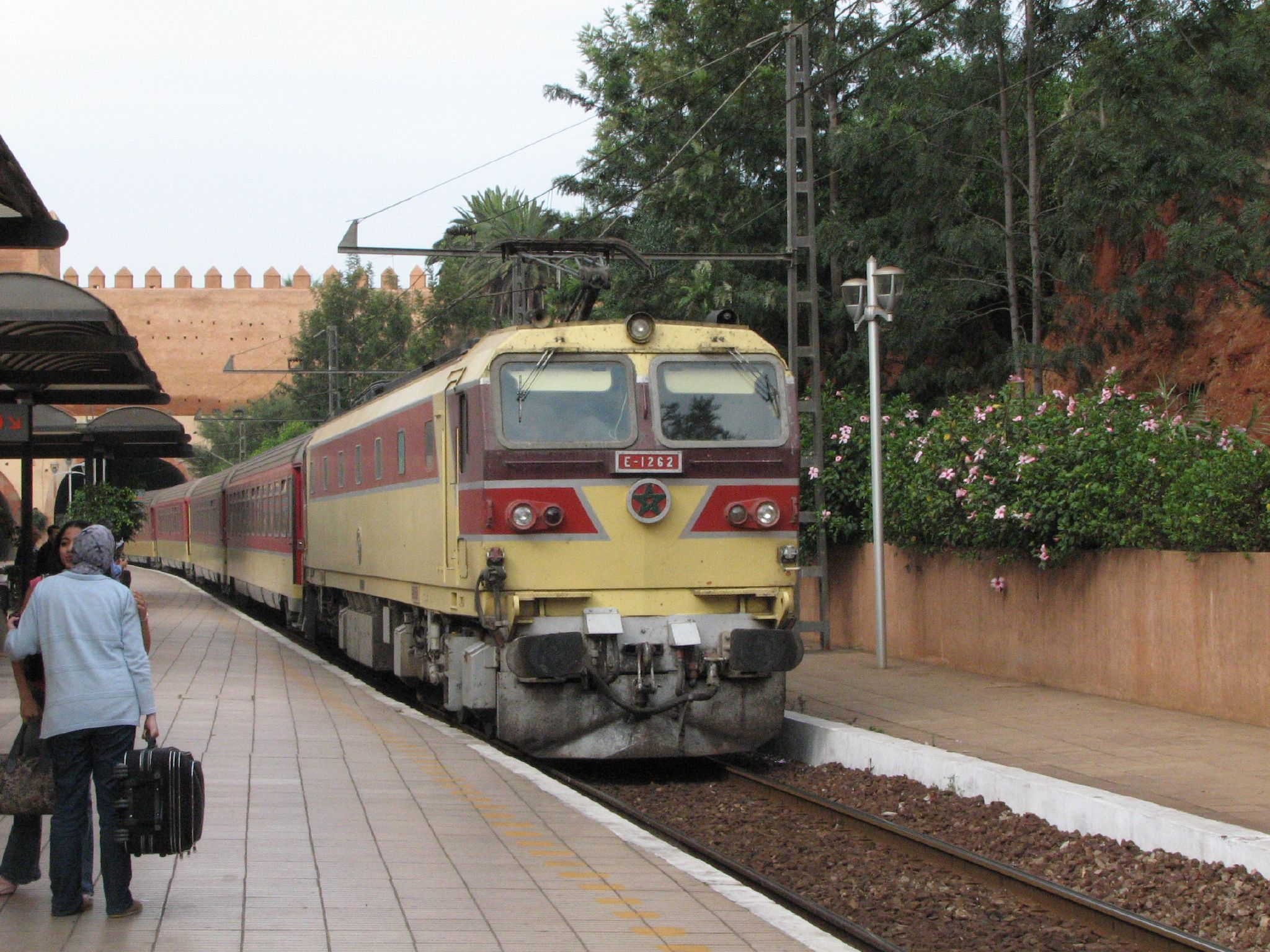
Міжміський поїзд на станції Рабат Марокко.

Залізниці в Африці все ще розвиваються або практично не використовуються для пасажирських цілей у багатьох країнах, але такі країни мають міжміські сполучення між великими містами.

### Азія

##### Китай
Потяги Китайської залізниці сполучають майже всі міста материкової частини Китайської Народної Республіки, включаючи Пекін, Гуанчжоу, Шанхай, Шеньчжень і Сіань, а також далі з Шеньчженя через кордон до Коулуна, Гонконг. Будуються нові високошвидкісні лінії зі швидкістю 200—350 км/год, а багато звичайних ліній також модернізовано до 200 км/год. Наразі в Китаї існує сім високошвидкісних міжміських ліній, а планується до 21. Вони працюють незалежно від часто паралельних високошвидкісних залізничних ліній.

##### Японія

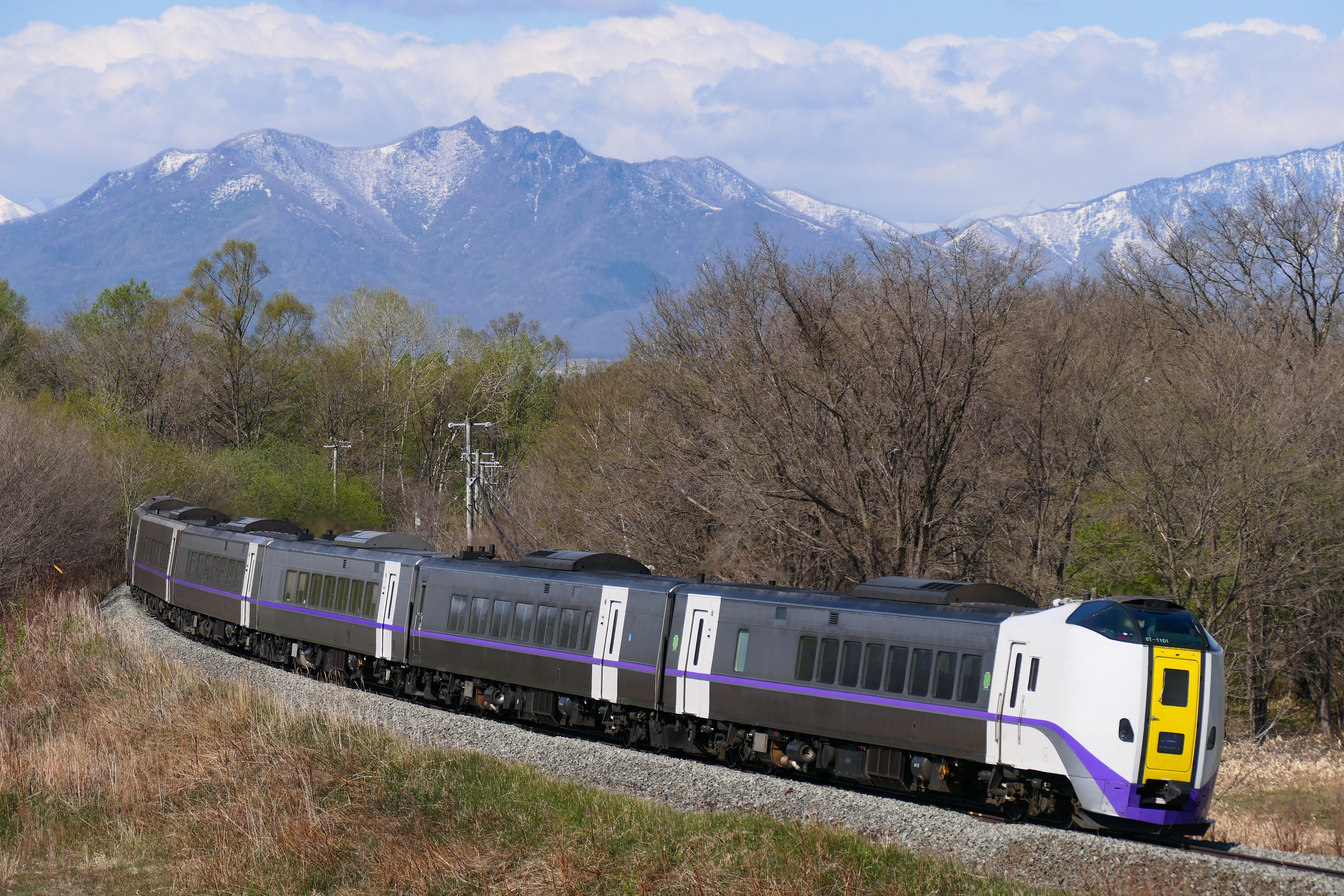
Kiha 261 серії ST1101, курсує між Тайші і Мемуро на магістралі.

Японія має шість основних регіональних пасажирських залізничних компаній, відомих разом як Japan Railways Group або просто JR. П'ять компаній JR експлуатують «поїзди-кулі» на дуже швидких і частих лініях Сінкансен, які з'єднують усі великі міста, включаючи Токіо, Йокогаму, Нагою, Кіото, Осаку, Хіросіму, Фукуоку та багато інших.

##### Індія

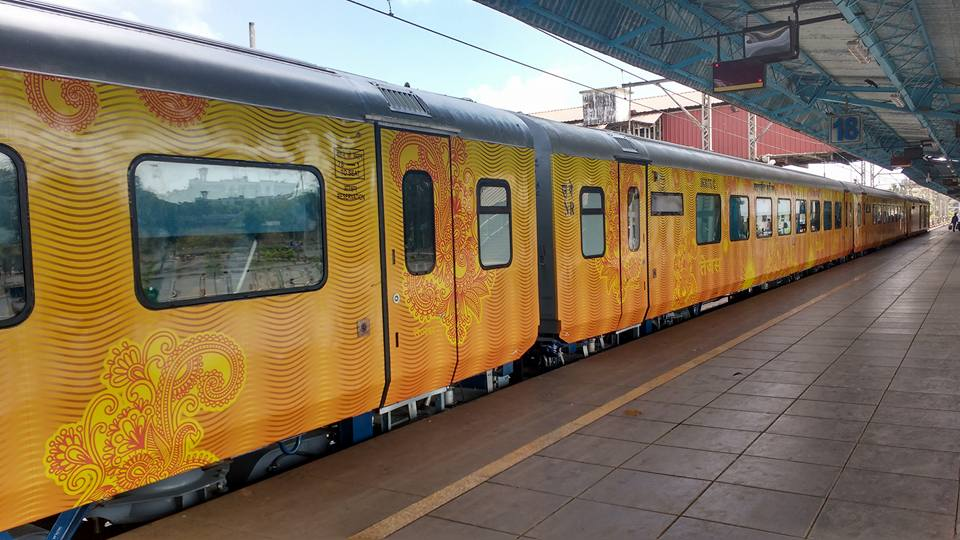
Tejas Express в Мумбаї на вокзалі Чгатрапаті-Шиваджі.

Індійські міжміські потяги управляються Індійською залізницею. Маючи 63 000 км залізничних маршрутів і 6 800 станцій, мережа залізниць в Індії є третьою за розміром у світі (після Росії та Китаю) і найбільшою в світі за пасажиро-кілометрами.

##### Гонконг

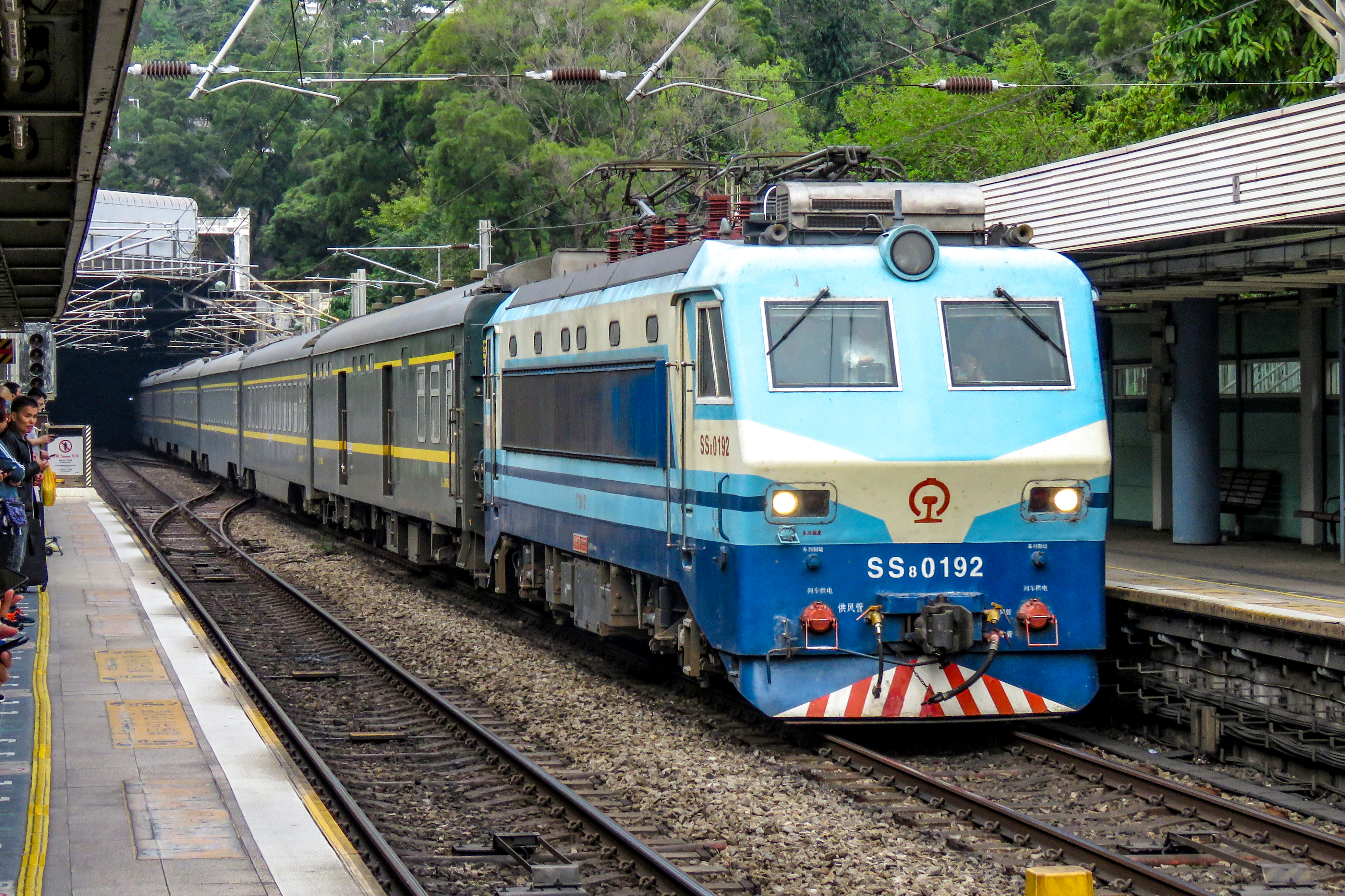
Поїзд Пекін–Коулун, з електровозом SS8, проходить через станцію Коулун Тонг у Гонконзі.

Міжміські залізничні перевезення, що перетинають кордон між Гонконгом і Китаєм (часто відомі як наскрізні потяги), спільно управляються гонконзькою MTR Corporation Limited і Міністерством залізниць Китайської Народної Республіки. Зараз станція Hung Hom є єдиною станцією на території, де пасажири можуть сісти на ці транскордонні поїзди. Пасажири повинні пройти імміграційну та митну перевірку Гонконгу перед тим, як сісти на транскордонний поїзд або вийти з такого поїзда.

##### Тайвань
Узбережжя острова Тайвань з'єднане міжміськими потягами, які часто сполучає Адміністрація залізниці Тайваню. Тайванська високошвидкісна залізниця, відкрита в 2007 році, охоплює найбільш густонаселений коридор західного узбережжя.

##### Південна Корея

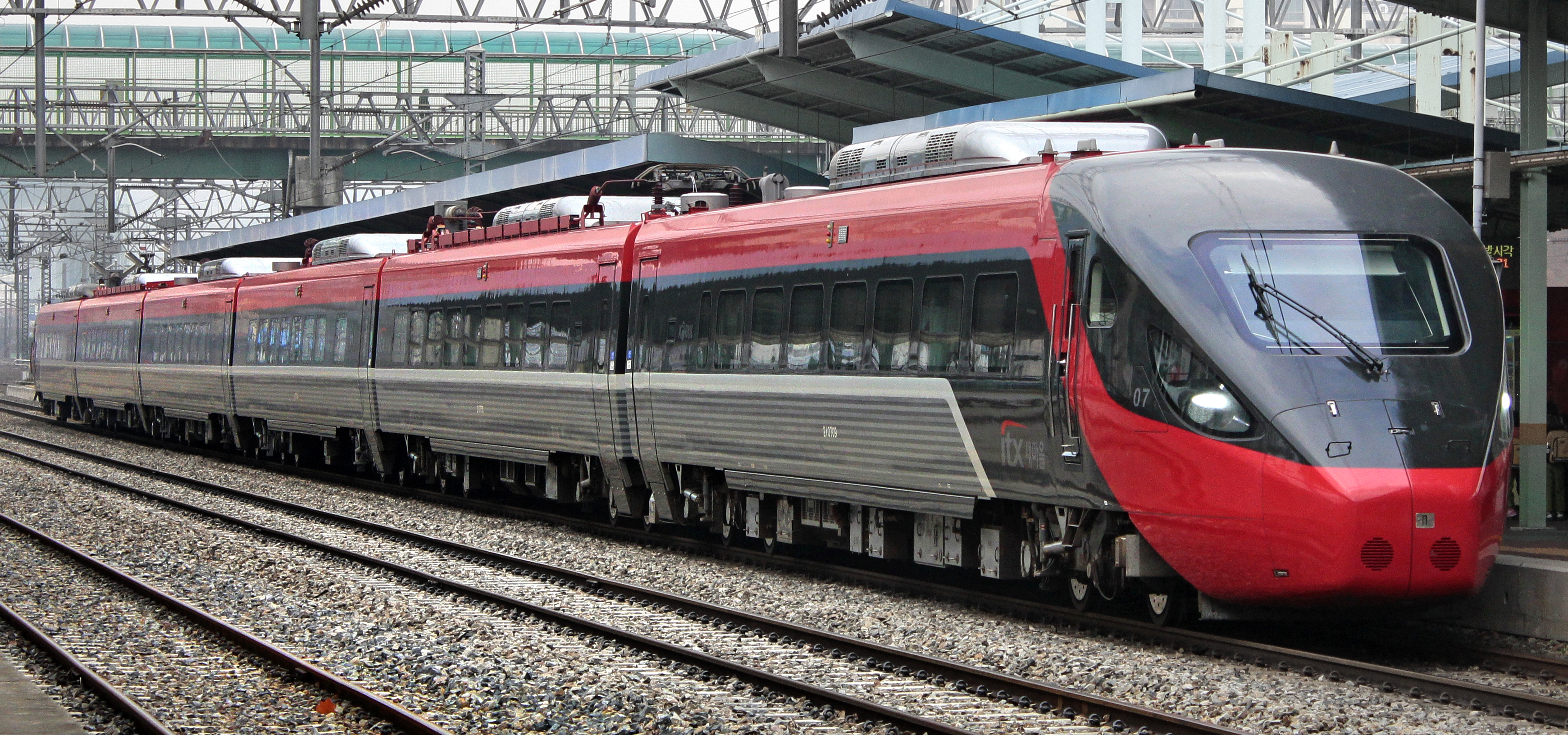
Південнокорейський, високошвидкісний, електричний, багатосалонний поїзд KORAIL ITX-Saemaeul на станції Йочівон

Майже кожне велике місто Південної Кореї пов'язане залізницею, якою керує Korail. ITX-Saemaeul працює на більшості основних залізничних ліній, таких як японський обмежений експрес або німецький Інтерсіті. Крім того, Mugunghwa-ho є найпоширенішим і найпопулярнішим видом міжміських залізничних поїздок, як-от німецький Regional-Express. Крім того, Сеул і Пусан з'єднані лінією високошвидкісного поїзда KTX, яка була побудована за французькою технологією TGV.

### Європа

##### Україна

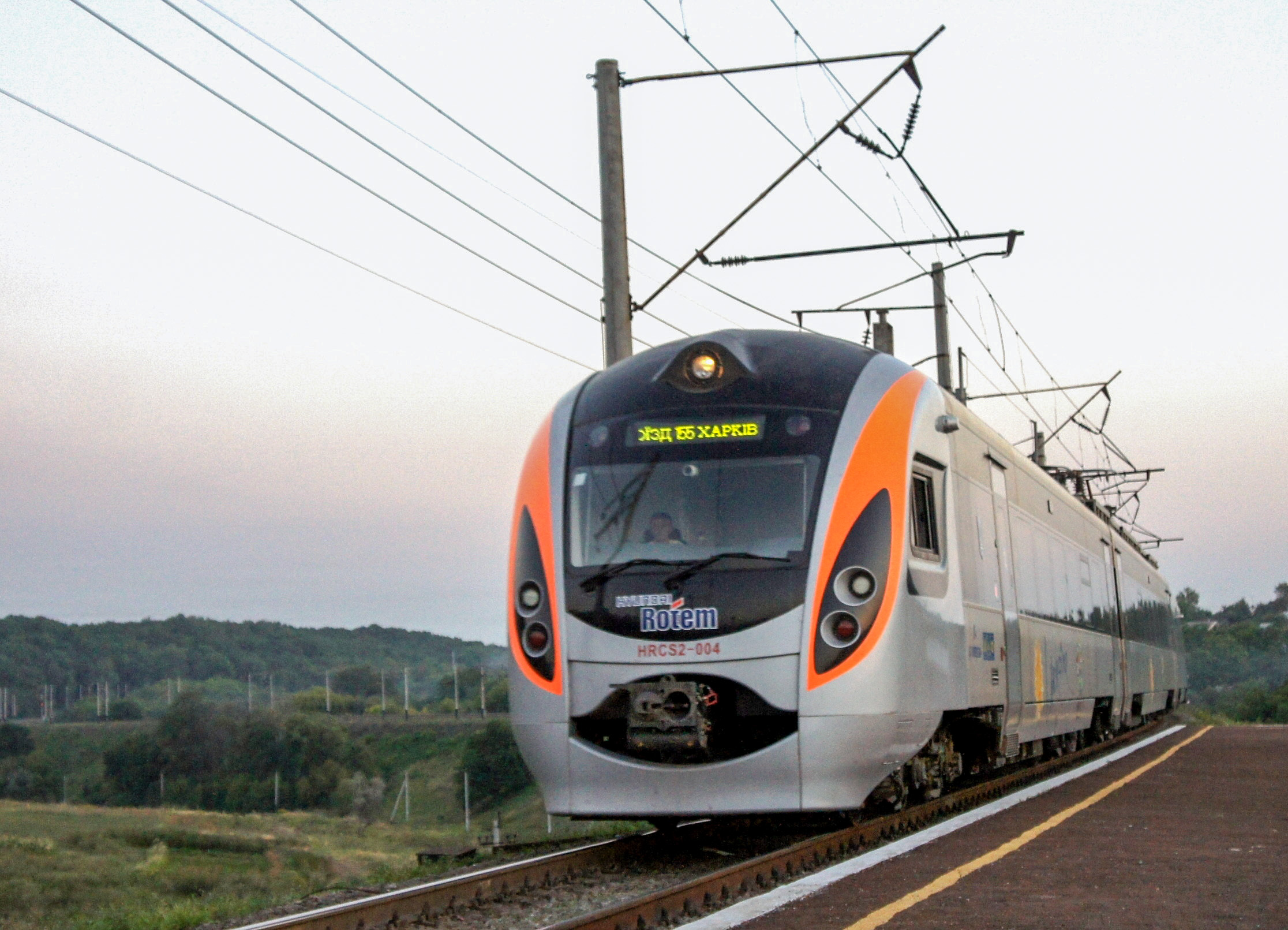
Електропоїзд HRCS2

В Україні міжміськими потягами оперує компанія Укрзалізниця яка забезпечує майже 82 % вантажних і 36 % пасажирських перевезень, здійснюваних всіма видами транспорту. За обсягами вантажних перевезень українська залізниця займає четверте місце на Євразійському континенті, поступаючись лише залізницям Китаю, Росії та Індії.

##### Польща

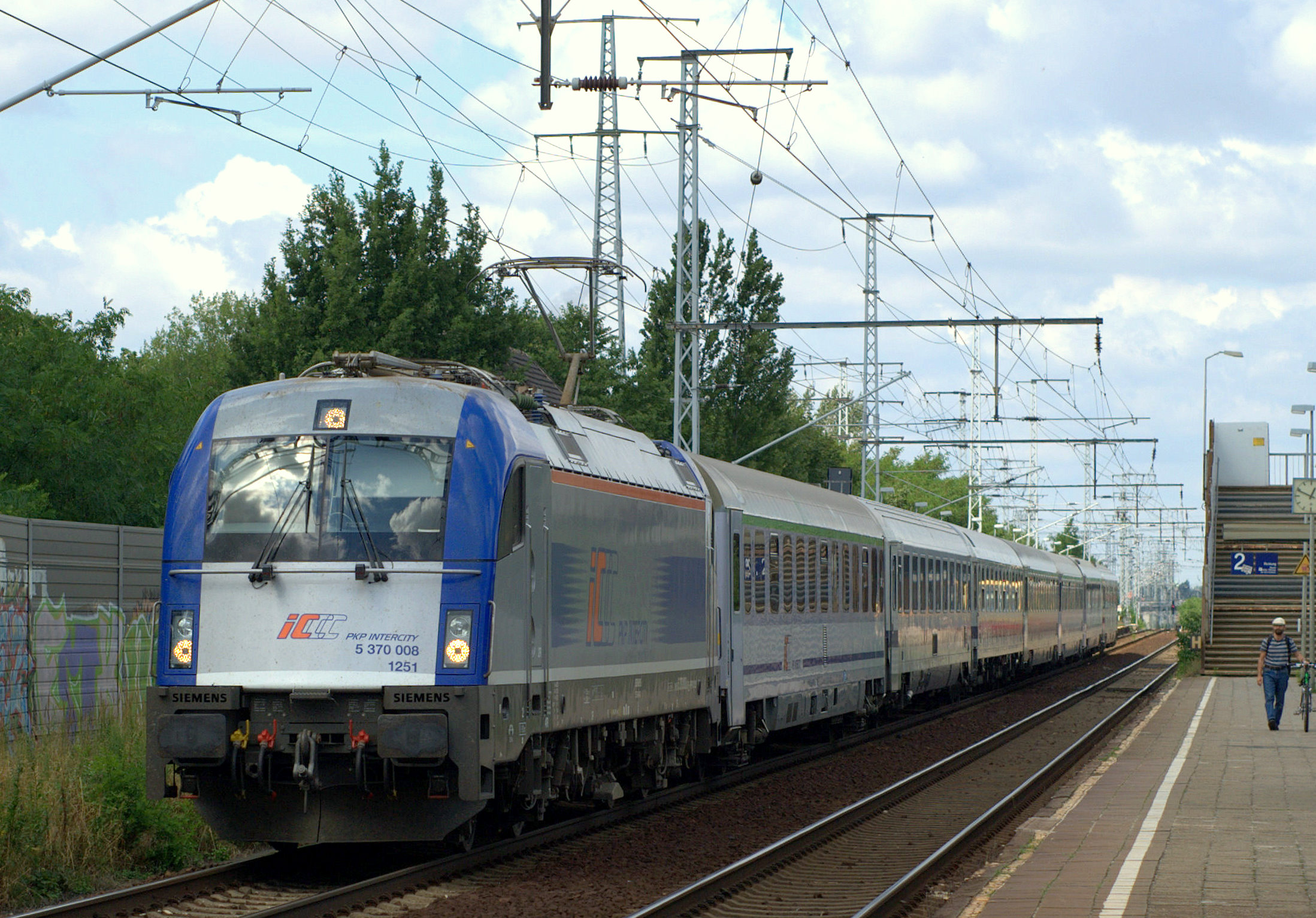
PKP Intercity EU-44 «Husarz» експрес «Берлін-Варшава» 2008.

Польські державні залізниці (PKP), державна корпоративна група, є основним постачальником залізничних послуг. Група PKP має майже неперевершену монополію на залізничні послуги в Польщі, оскільки її підтримує та частково фінансує національний уряд.

##### Німеччина

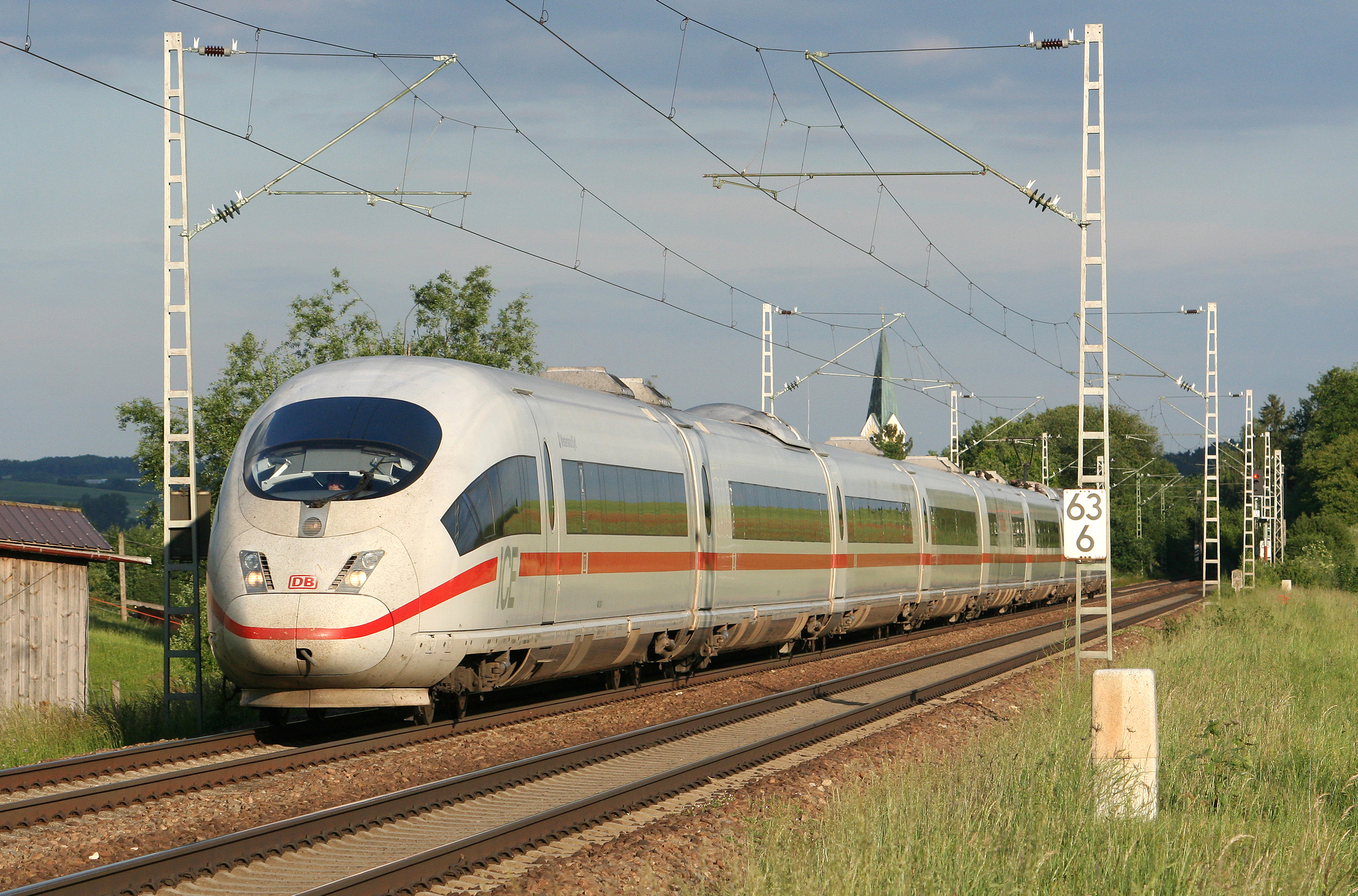
Високошвидкісний поїзд ICE 3 на ділянці Інгольштадт — Мюнхен поблизу Фаленбаха 2021.

Intercity-Express (ICE) — це тип поїзда, яким керує Deutsche Bahn (DB). Потяги Intercity Express досягають найкоротшого часу подорожі в міжміських залізничних пасажирських перевезеннях у Німеччині, тому є прямими наступниками Intercity (IC). Вони курсують регулярно та обслуговують майже 180 станцій у Німеччині та п'яти сусідніх країнах: Австрії, Швейцарії, Франції, Бельгії та Нідерландах.

### Північна Америка

##### Канада

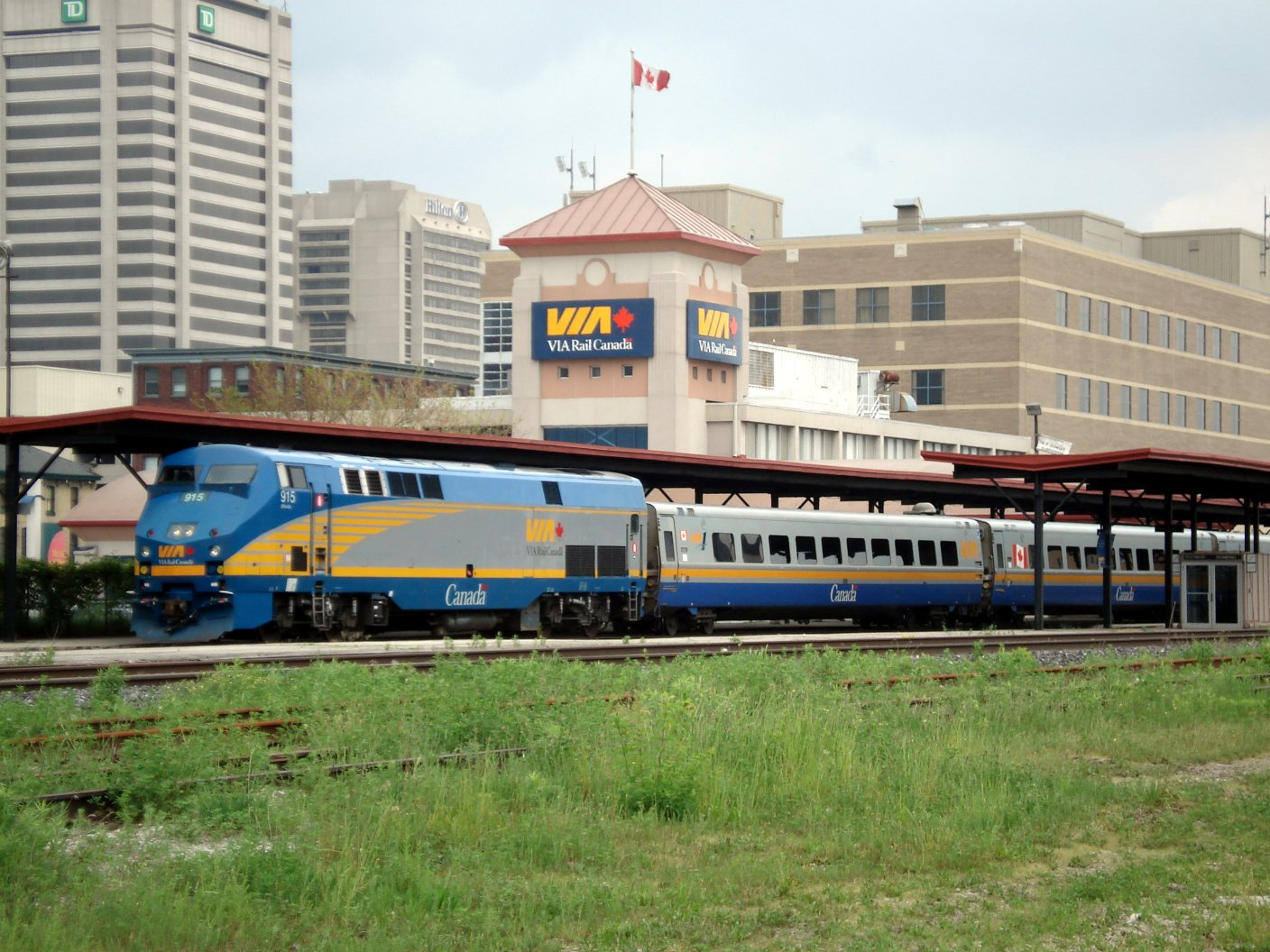
Поїзд VIA Rail на станції Лондон (Лондон (Онтаріо))

Канадськими міжміськими потягами здебільшого керує канадська корпорація Via Rail. Вони з'єднують великі міста в найбільш густонаселеній частині країни, відомій як Квебек-Сіті — Віндзорський коридор, що проходить між провінціями Онтаріо та Квебек.

##### Сполучені Штати

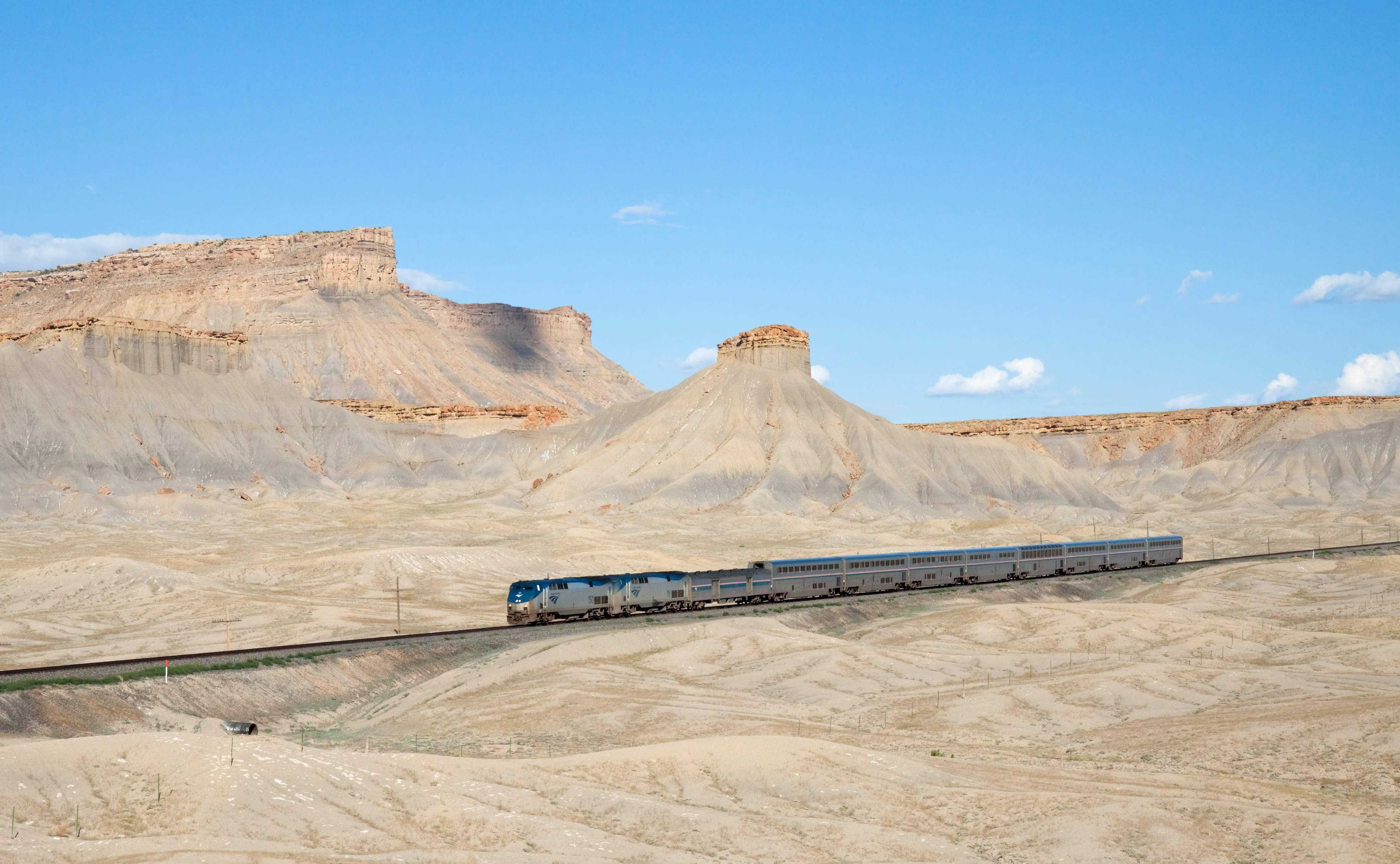
California Zephyr, прямує на захід уздовж книжкових скель у штаті Юта. Локомотиви General Electric P42DC.

Наприкінці 19 — на початку 20 століття в Сполучених Штатах існувала щільна система міжміських залізниць. Після занепаду пасажирських залізниць у Північній Америці в 1960-х роках міжміські лінії значно скоротилися, і сьогодні національна система набагато менш щільна. Найбільш завантажені маршрути з найбільшою кількістю пасажирів і частотою розкладу знаходяться на північному сході Сполучених Штатів, у північно-східному коридорі Amtrak. Приблизно кожен третій користувач громадського транспорту в Сполучених Штатах і дві третини пасажирів залізниці живуть у Нью-Йорку. Двома найбільш завантаженими пасажирськими залізничними станціями в Сполучених Штатах є Пенсильванський вокзал і Гранд Сентрал Термінал, обидві на Манхеттені, Нью-Йорк. Пасажирські залізничні перевезення за межами північно-східної, північно-західної, Каліфорнійської та столичної зони Чикаго зустрічаються рідко і рідко використовуються порівняно з мережами в Європі та Японії.

##### Мексика

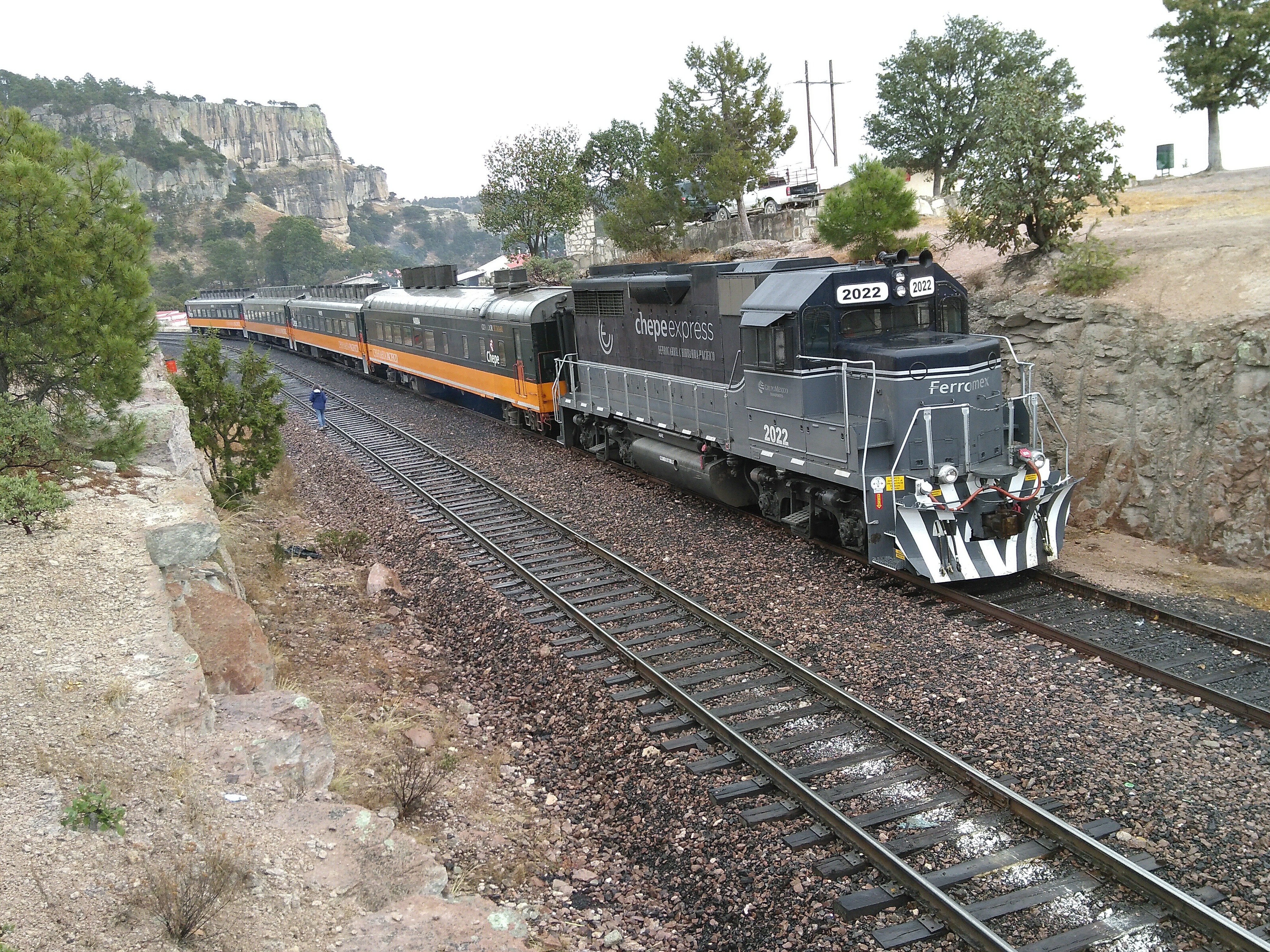
Тихоокеанська залізниця у Ель Дивісадеро, Мексика.

У січні 2000 року федеральний уряд Мексики припинив курсування майже всіх запланованих міжміських пасажирських поїздів. Ferromex обслуговує поїзди за трьома маршрутами: Чіуауа — Лос-Мочіс, Торреон — Феліпе-Пескадор і Гвадалахара — Аматітан. Президент Енріке Пенья Ньєто запропонував міжміські поїзди, запропоновані проекти: Мехіко–Толука (будівництво розпочато 7 липня 2014 року), півострівний поїзд (Юкатан-Маянська Рів'єра), високошвидкісний поїзд Мексика-Керетаро (з майбутнім розширенням до Гвадалахари) і Пуебла–Тласкала–Мехіко.

### Океанія

##### Австралія

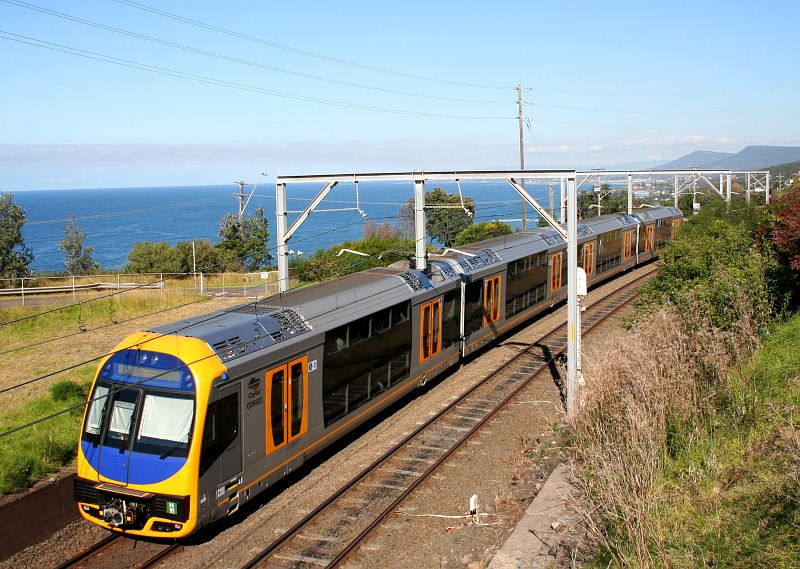
CityRail курсує по набережні біля Сіднею, Австралія.

В Австралії національна міждержавна мережа, якою керує Journey Beyond, з'єднує всі столиці материкової частини Австралії, крім Канберри. Однак він орієнтований на ринок розкішного туризму. NSW TrainLink здійснює міждержавні сполучення з Сіднея до Канберри, Мельбурна та Брисбена. Міжміські потяги всередині штату, які долають коротші відстані, обслуговують V/Line, NSW TrainLink, Queensland Rail і Transwa. Багато австралійських міжміських поїздів не є справжніми міжміськими службами, враховуючи їх неквапливу середню швидкість і основну роль для перевезення людей між регіональними районами та найближчою столицею або для туристичного ринку. У зв'язку з цим австралійські мережі називають ці послуги «міськими» або «регіональними» поїздами. Найшвидшими міжміськими потягами в регулярному курсуванні є Queensland Rail Tilt Train, NSW TrainLink XPT, V/Line VLocity і Transwa класу WDA/WDB/WDC, усі з яких мають максимальну швидкість обслуговування 160 км/год.